# Ludwig Tieck
Johann Ludwig Tieck (* 31. Mai 1773 in Berlin; † 28. April 1853 ebenda), häufig nur Ludwig Tieck, war ein deutscher Dichter, Schriftsteller, Herausgeber und Übersetzer der Romantik. Er publizierte auch unter den Pseudonymen Peter Lebrecht und Gottlieb Färber.

## Leben

### Jugend, Studium und erste Erfolge

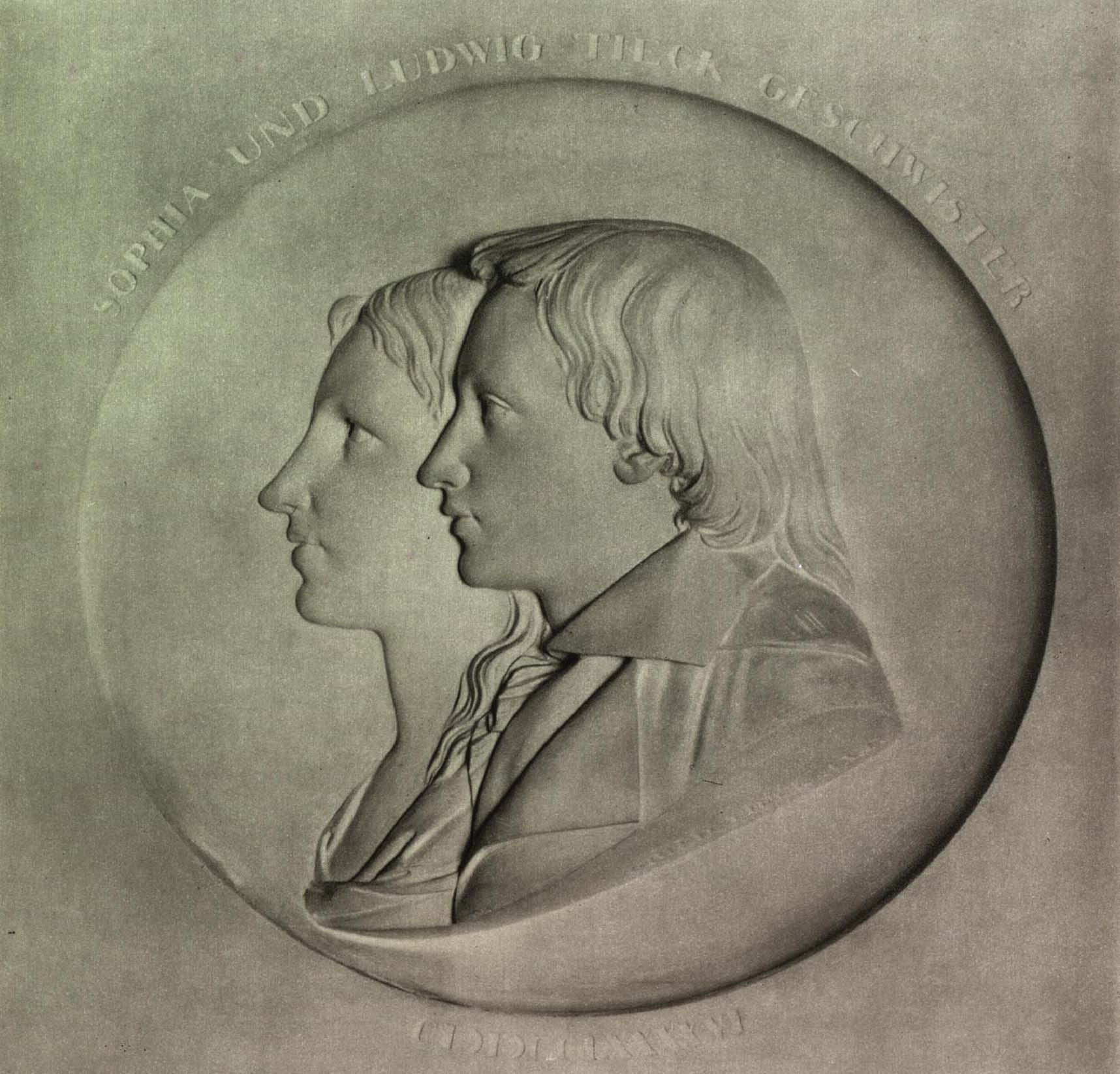
Christian Friedrich Tieck: Ludwig Tieck und seine Schwester Sophie, Marmorrelief, 1796

Geboren am 31. Mai 1773, wuchs Ludwig Tieck in Berlin in der Roßstraße nahe dem Cöllnischen Fischmarkt (heute Fischerinsel in Berlin-Mitte) als Sohn des Seilermeisters Johann Ludwig Tieck und seiner Ehefrau Anna Sophie zusammen mit seinen jüngeren Geschwistern Friedrich und Sophie auf. Der Vater war ein belesener Mann; er besaß eine kleine Hausbibliothek, in der auch Schriften der Aufklärer ihren Platz hatten. Die Eltern sorgten dafür, dass ihre Söhne, Ludwig ab 1782, das unter Friedrich Gedikes Leitung stehende Friedrich-Werdersche Gymnasium besuchen konnten. Hier befreundete sich Ludwig mit Wilhelm Heinrich Wackenroder. Erste dichterische Arbeiten verfasste er bereits während seiner Schulzeit: Seine Lehrer August Ferdinand Bernhardi und Friedrich Rambach betrieben eine Literaturfabrik für den Massengeschmack und Tieck durfte zunächst Beiträge ausbessern und ergänzen, schließlich ganze Partien und insbesondere die Romanschlüsse schreiben.
Ab 1792 studierte er Geschichte, Philologie, alte und neue Literatur in Halle (Saale) (1792), Göttingen (1792/1793, 1793/1794) und Erlangen (1793, dort zusammen mit Wackenroder). Das eigentliche Ziel des Studiums war ihm wohl die Ausbildung zum freien Schriftsteller; schon damals beschäftigte er sich eingehend mit Shakespeare. Während der Studienzeit in Erlangen unternahm er zusammen mit Wackenroder Reisen nach Nürnberg sowie durch die Fränkische Schweiz bis ins Fichtelgebirge, aber auch zum barocken Schloss Weißenstein bei Pommersfelden; die Erlebnisse auf diesen Touren hielt er in nachmals berühmten Reisebeschreibungen fest. 1794 brach Tieck das Studium ab und kehrte nach Berlin zurück (bis 1799). Dort begann er noch ein Jurastudium, das er ebenfalls abbrach. In Friedrich Nicolais Sammlung Straußfedern veröffentlichte er seit 1795 Unterhaltungsliteratur und literarische Experimente aus dem Geiste der späten Aufklärung (so Die Freunde 1797); die Prosastücke entstanden zum Teil als Gemeinschaftsarbeiten mit seiner Schwester Sophie.
Zur selben Zeit erschienen seine ersten Erzählungen und Romane Peter Lebrecht, eine Geschichte ohne Abenteuerlichkeiten (1795, zwei Bände), William Lovell (1795–1796, drei Bände) und Abdallah (1795). Seit dieser Zeit beteiligte sich Tieck an Wackenroders Schriften (Herzensergießungen eines kunstliebenden Klosterbruders, Ende 1796 erschienen, und Phantasien über die Kunst, für Freunde der Kunst, 1799).

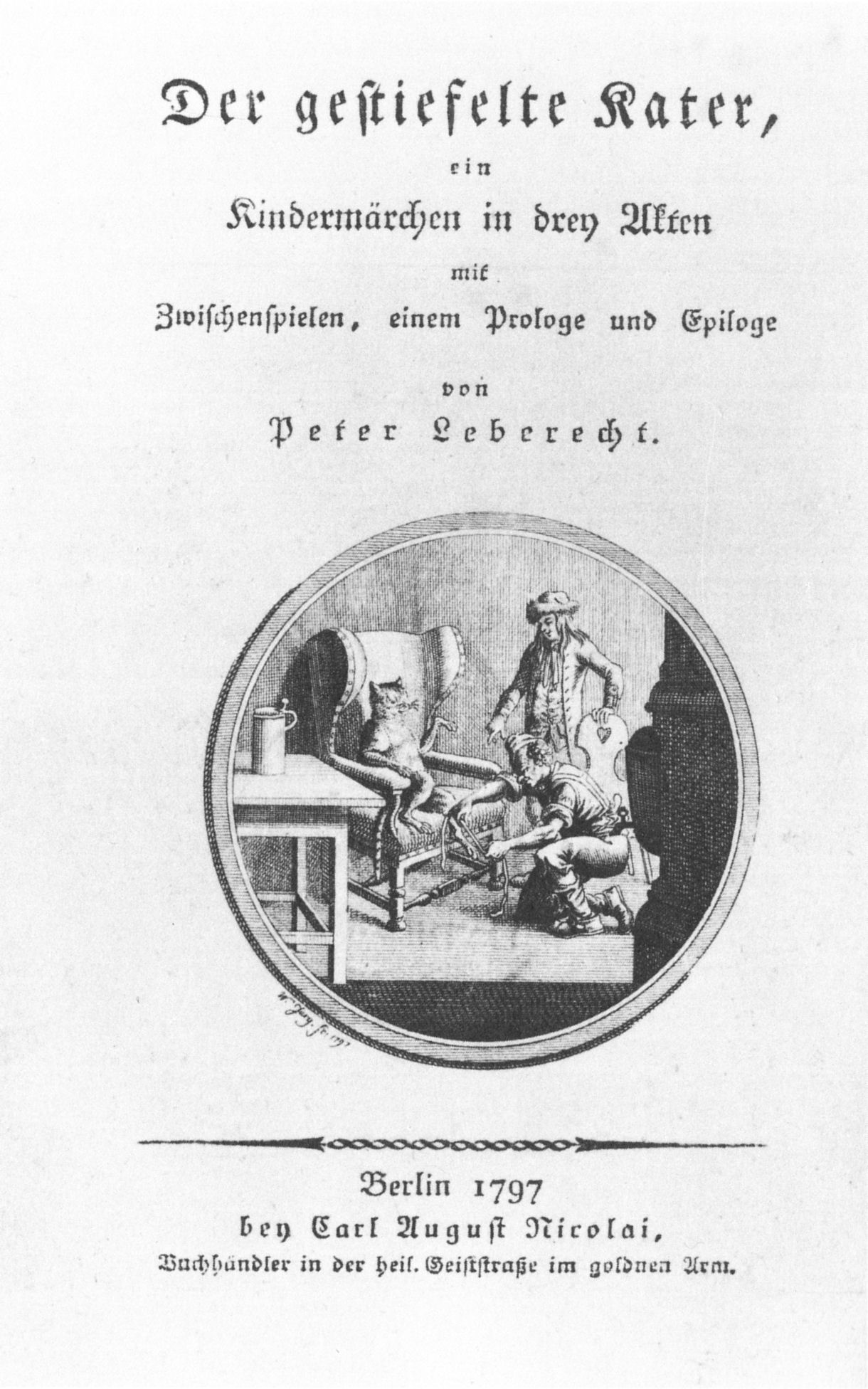
Der gestiefelte Kater, Titelblatt der Erstausgabe 1797

Seinen Übergang zur eigentlichen Romantik vollziehend, unternahm Tieck nun die bald dramatisch-satirische, bald schlicht erzählende Bearbeitung alter Volkssagen und Märchen, die er unter dem Titel Volksmärchen von Peter Lebrecht (Berlin 1797, drei Bände) veröffentlichte. Mit dem Künstlerroman Franz Sternbalds Wanderungen (1797 fertiggestellt, 1798 veröffentlicht) gab Tieck die Richtung für die romantischen Romane vor (Novalis, Joseph von Eichendorff).
Ende 1797 traf Tieck erstmals mit Friedrich Schlegel zusammen. Nachdem er 1798 in Hamburg Amalie Alberti, eine Tochter des Predigers Alberti, geheiratet und mit ihr das Kind Dorothea Tieck bekommen hatte, hielt er sich 1799–1800 in Jena auf, wo er zu den beiden Schlegel-Brüdern (Friedrich und August Wilhelm Schlegel), Novalis, Clemens Brentano, Johann Gottlieb Fichte und Friedrich Wilhelm Joseph Schelling in freundschaftliche Beziehungen trat. Zusammen bildete der Kreis die sogenannte Jenaer Frühromantik. Für die von den Schlegels entwickelten Theorien lieferte Tieck die literarischen Beispiele (und umgekehrt). Auch Goethe und Schiller lernte er kennen. 1801 zogen Tieck und Friedrich Schlegel nach Dresden.

### In Ziebingen
1802 zog Tieck mit der Familie nach Ziebingen, östlich von Frankfurt (Oder), auf das Landgut seines alten Bekannten Burgsdorff; dieser hatte den Dichter eingeladen. Tieck wohnte dort bis 1819, wenn auch mit mehreren, teilweise längeren Unterbrechungen. Enger Kontakt bestand in dieser Zeit zu dem nahen Gut Madlitz westlich der Oder, das der mit Burgsdorff verwandten Familie Finck von Finckenstein gehörte. Tieck ging dabei eine Beziehung ein zu Henriette Finck von Finckenstein (1774–1847), die ihn 1819 nach Dresden begleitete und zwei Jahrzehnte später schließlich auch nach Berlin.

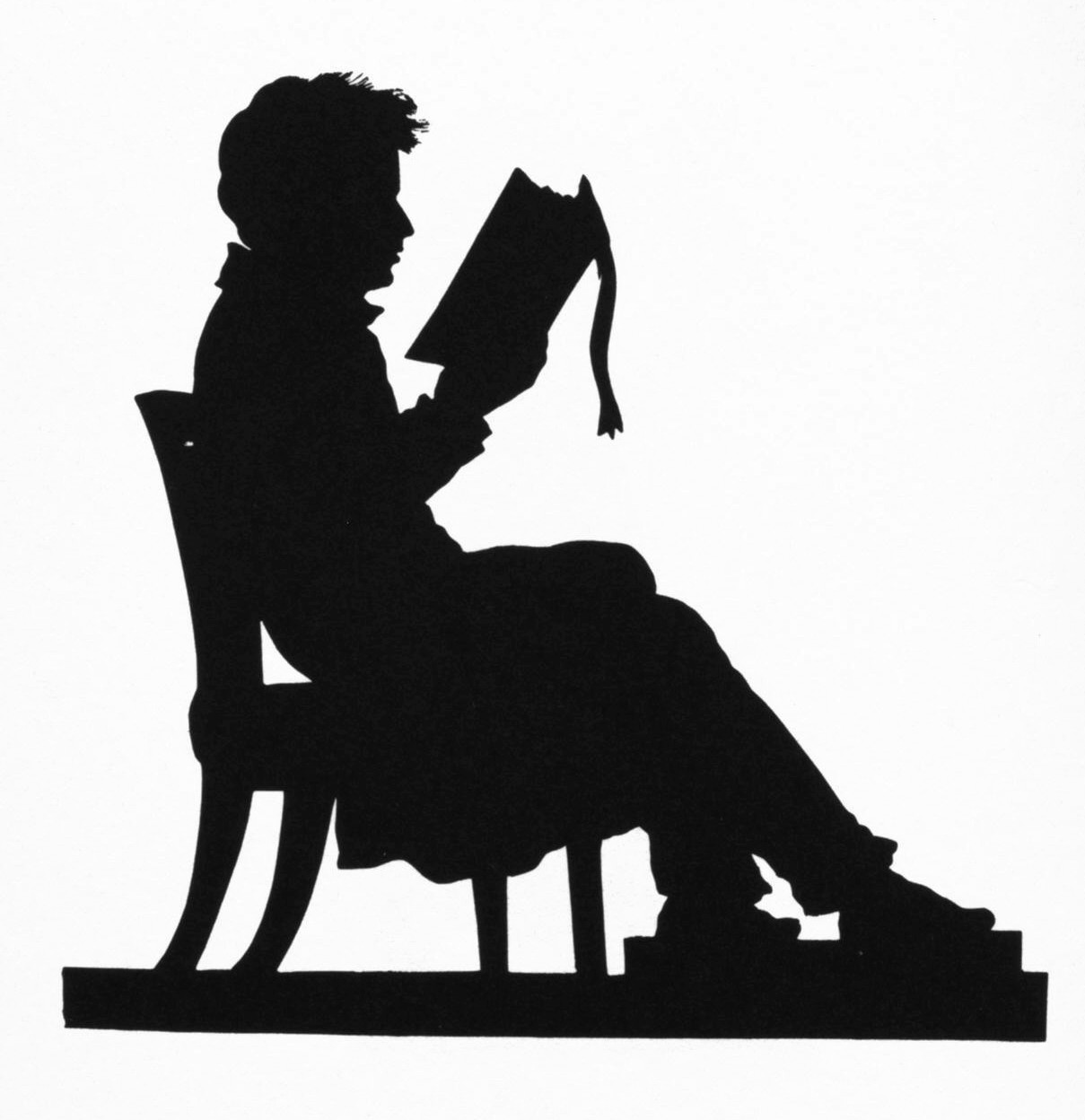
Ludwig Tieck, lesend (Scherenschnitt von Luise Duttenhofer)

Während seines ersten Ziebinger Jahrzehnts unternahm Tieck mehrere größere Reisen: 1803 mit Burgsdorff nach Süddeutschland, von 1804 bis 1806 mit seiner Familie über München nach Rom und 1808 bis 1810 nach München und Wien.
Vor diesen literarisch eher unproduktiven Jahren waren bereits wichtige Werke erschienen: Prinz Zerbino, oder die Reise nach dem guten Geschmack (1799), Franz Sternbalds Wanderungen (Berlin 1798), ein die altdeutsche Kunst verherrlichender Roman, an welchem auch sein Freund Wackenroder wohl konzeptionellen Anteil hatte, und Romantische Dichtungen (Jena 1799–1800, 2 Bände) mit dem Trauerspiel Leben und Tod der heil. Genoveva (separat, Berlin 1820) sowie das nach einem alten Volksbuch gearbeitete Lustspiel Kaiser Octavianus (Jena 1804). In diesen Werken hatte sich Tieck rückhaltlos der romantischen Richtung hingegeben. Daneben veröffentlichte er eine Übertragung des Don Quixote von Cervantes (1799–1801), die Übersetzung einer Anzahl Shakespeare zugeschriebener, aber zweifelhafter Stücke unter dem Titel Altenglisches Theater (1811), eine Bearbeitung des Frauendienstes von Ulrich von Lichtenstein (Tübingen 1812) sowie eine Auswahl dramatischer Stücke von Rosenplüt, Hans Sachs, Ayrer, Gryphius und Lohenstein (Deutsches Theater, Berlin 1817, 2 Bände) und gab unter dem Titel Phantasus (Berlin 1812–1817, 3 Bände; 2. Ausgabe Berlin 1844–1845, 3 Bände) eine Sammlung früherer Märchen und Schauspiele heraus, erweitert durch neue Erzählungen und das Märchenschauspiel Fortunat, die das Interesse des deutschen Lesepublikums wieder stärker auf Tieck zogen.
In der Tat werden Märchen und Erzählungen wie Der getreue Eckart, Die Elfen, Der Pokal, Der blonde Eckbert etc. schon ihrer formalen Vorzüge wegen ihren dichterischen Rang wohl für lange Zeit behaupten. Im Kriegsjahr 1813 war der Dichter in Prag; nach dem Frieden unternahm er größere Reisen nach London und Paris, hauptsächlich im Interesse eines großen Hauptwerks über Shakespeare, das er nie vollendete.

### In Dresden
1819 bis 1842 lebte er in Dresden. Die berühmteste Wohnung war am Altmarkt. Trotz des Gegensatzes, in dem sich Tiecks geistige Vornehmheit zur Trivialität der Dresdner Belletristik befand, gelang es ihm, hauptsächlich durch seine fast allabendlich, vor allem sonnabends 18 Uhr, stattfindenden dramatischen Vorlesungen, die deutschlandweit bekannt waren, einen Kreis um sich zu sammeln, der seine Anschauungen von der Kunst als maßgebend anerkannte.
Als Dramaturg des Hoftheaters gewann er namentlich in den 1820er Jahren eine bedeutende Wirksamkeit, die ihm freilich durch Kabalen und Lügen der trivialen Gegenpartei oft verleidet wurde. Als Dichter bediente er sich seit der Niederlassung in Dresden beinahe ausschließlich der Form der Novelle. Die Gesamtheit seiner Novellen (vollständige Sammlung, Berlin 1852–1854, 12 Bände) zeigte sein großes Erzählertalent. In den vollendetsten gab er wahrhafte Kunstwerke, in denen eine wirklich dichterische Aufgabe mit rein poetischen Mitteln gelöst wurde; mit zahlreichen anderen bahnte er hingegen jener bedenklichen Gesprächsnovellistik den Weg, in der das epische Element ganz zurücktritt und die Erzählung nur das Vehikel für die Darlegung gewisser Meinungen und Bildungsresultate wird. Zu den bedeutendsten der ersteren Kategorie zählen: Die Gemälde, Die Reisenden, Der Alte vom Berge, Die Gesellschaft auf dem Lande, Die Verlobung, Musikalische Leiden und Freuden, Des Lebens Überfluß u. a.

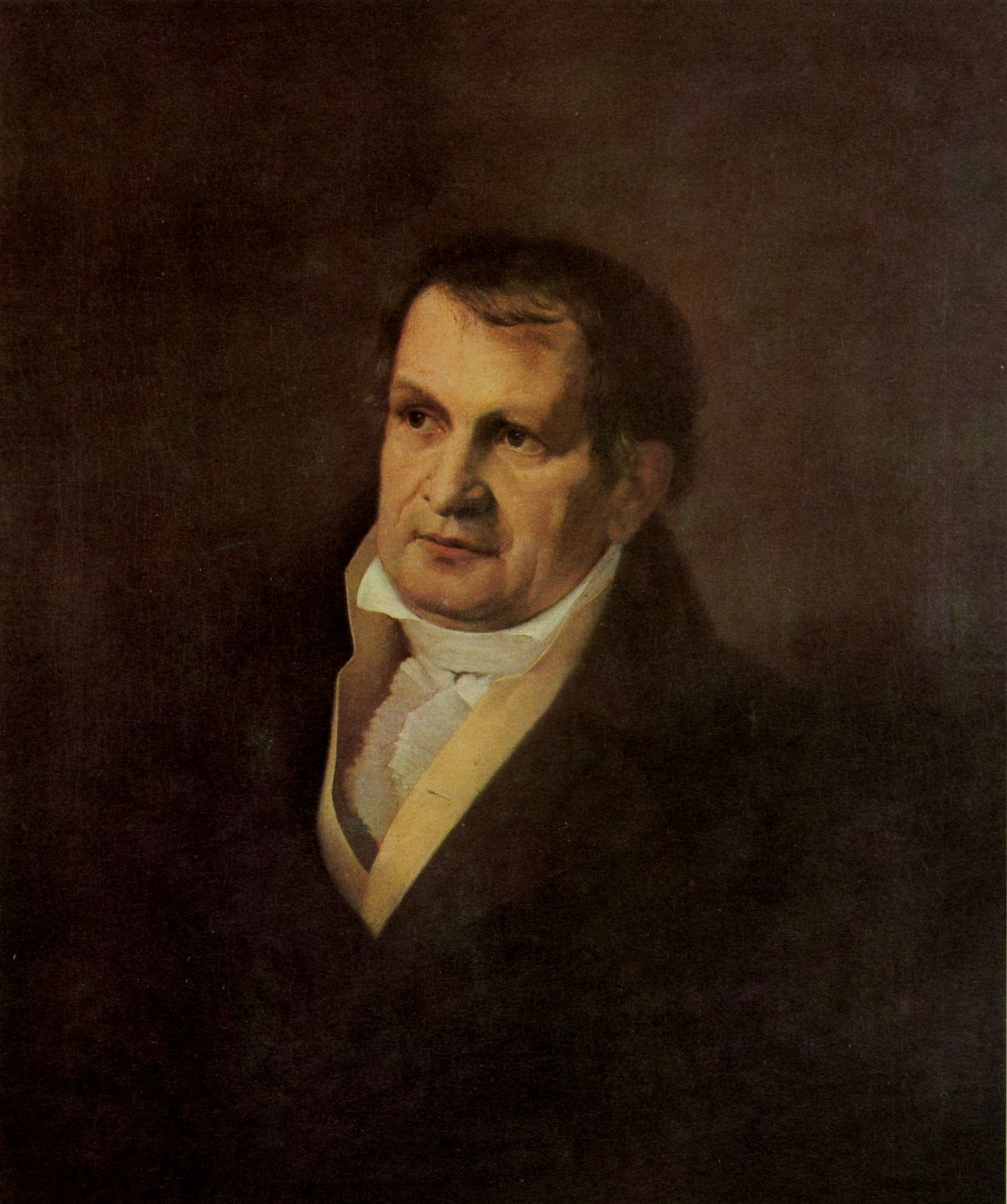
Tieck-Porträt von Robert Schneider (1833)

Unter den historischen Novellen haben Der wiederkehrende griechische Kaiser, Der Tod des Dichters und vor allem der unvollendete Aufruhr in den Cevennen Anspruch auf bleibende Bedeutung. Alle diese Novellen zeichnen sich durch die einfache Darstellungsweise, die Mannigfaltigkeit lebendiger und typischer Charaktere und den Tiefsinn der poetischen Idee aus. Auch in den prosaischen Novellen zeigte Tieck seine Meisterschaft des Vortrags. Sein letztes größeres Werk, Vittoria Accorombona (1840), entstand unter den Einwirkungen der neufranzösischen Romantik. Es fand, auch wegen der Emanzipationsthematik, beim zeitgenössischen Publikum ein geteiltes Echo, wurde jedoch von der Literaturkritik überwiegend gelobt.
Auch Tiecks sonstige literarische Tätigkeit war während der Dresdner Periode sehr ausgeprägt. 1826 übernahm er die Herausgabe und Vollendung der von August Wilhelm Schlegel begonnenen Shakespeare-Übersetzung und gab die hinterlassenen Schriften Heinrich von Kleists (Berlin 1821) heraus, denen die Gesammelten Werke desselben Dichters (Berlin 1826, 3 Bände) folgten. Johann Gottfried Schnabels Die Insel Felsenburg (Breslau 1827), Lenz’ gesammelte Schriften (1828) sowie Shakespeares Vorschule (Leipzig 1823–1829, 2 Bände) etc. wurden mit Vorreden und Abhandlungen von bleibendem Wert begleitet. Aus seiner dramaturgisch-kritischen Tätigkeit erwuchsen die Dramaturgischen Blätter (1826/1852; vollständige Ausgabe 1852). Tieck hatte ein eher distanziertes Verhältnis zum Dresdner Liederkreis.

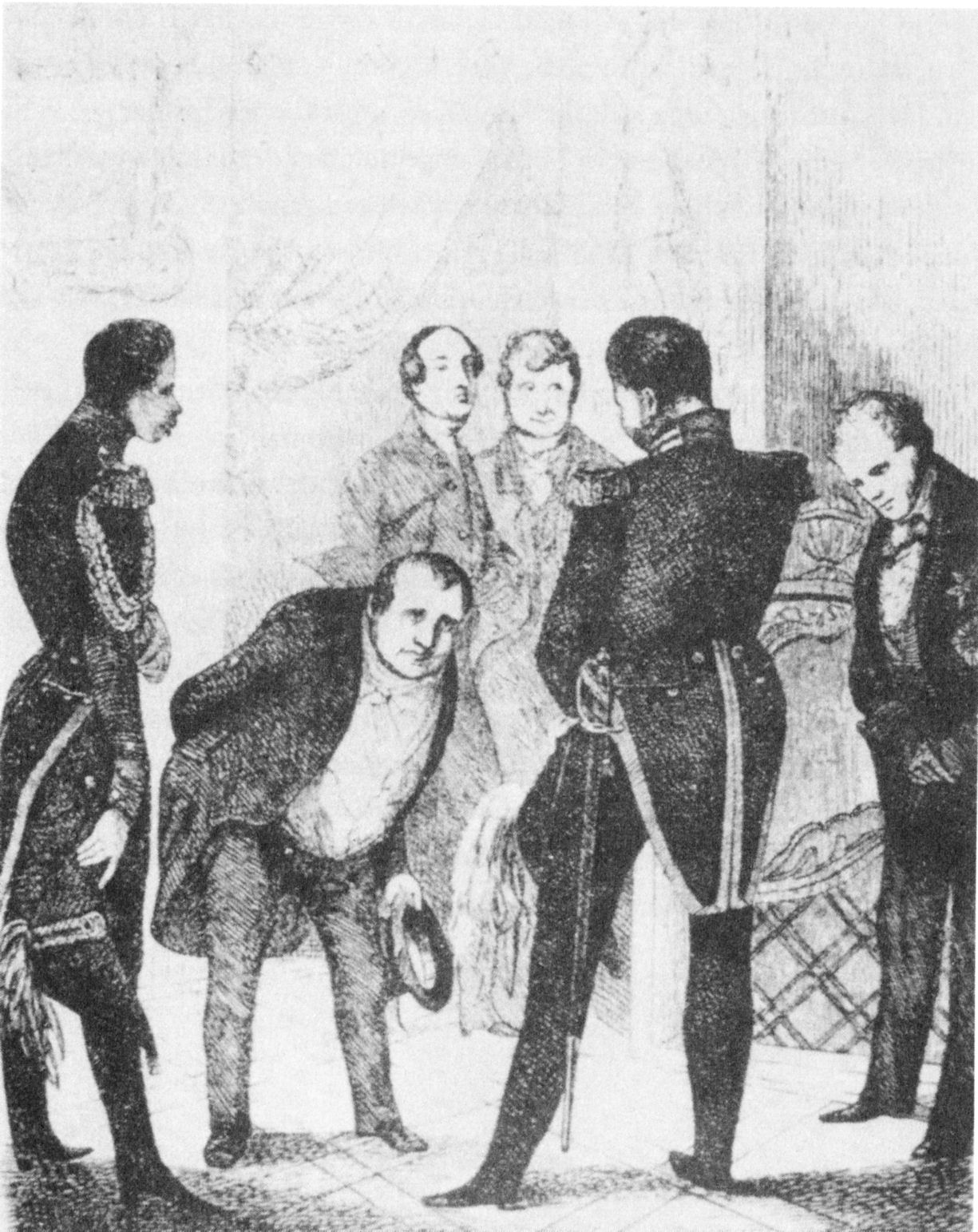
Der gichtleidende Tieck verbeugt sich vor dem preußischen König. Karikatur aus Ungern-Sternbergs satirischem Roman Tutu (1848)

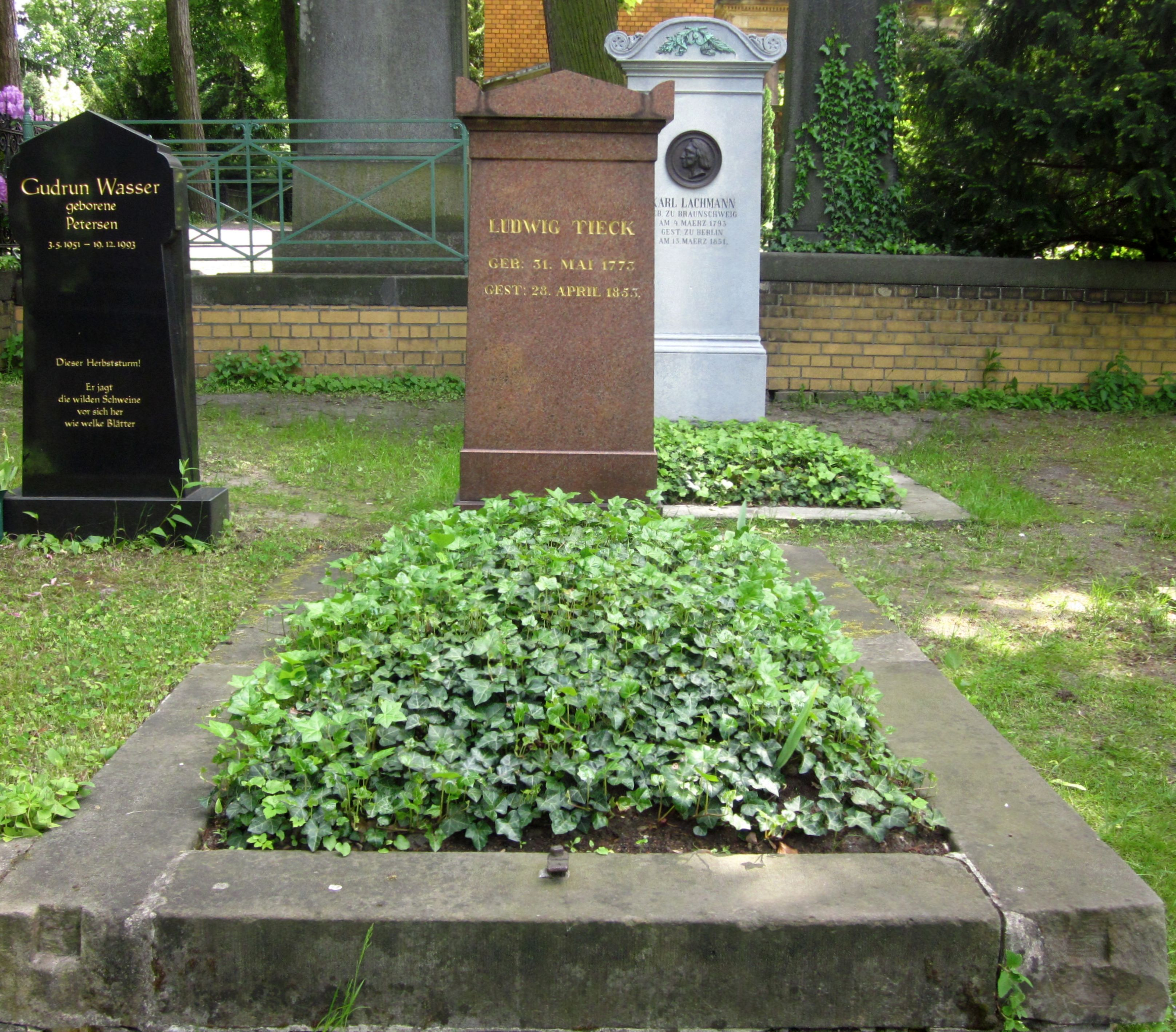
Grab auf dem Dreifaltigkeitskirchhof II in Berlin-Kreuzberg

### In Berlin
1841 rief König Friedrich Wilhelm IV. den Dichter nach Berlin, wohin er im Herbst 1842 endgültig zog und wo er, durch Kränklichkeit zumeist an das Haus gefesselt und durch den Tod fast aller näheren Angehörigen sehr vereinsamt, ein zwar ehrenvolles und sorgenfreies, aber im Ganzen sehr resigniertes Alter verlebte. König Friedrich Wilhelm IV., der ihn sehr schätzte, berief ihn am 31. Mai 1842 in den neugegründeten preußischen Orden Pour le Mérite für Wissenschaften und Künste als Gründungsmitglied. Die Kritischen Schriften erschienen gesammelt in 2 Bänden (1848).
Ludwig Tieck starb am 28. April 1853 an Lungenlähmung und wurde auf dem Dreifaltigkeitsfriedhof II beigesetzt; der König Friedrich Wilhelm IV. schritt dem Trauerzug voran. Das Ehrengrab des Landes Berlin befindet sich im Feld B, G1.
Die Dichterin Annette von Droste-Hülshoff urteilte 1835 über seinen Phantasus: „Tiecks Nervensystem muß gewiss, wo nicht schwach, doch äußerst reizbar sein, weil er alle […] Zustände von Halbwachen, Schwindel, seltsamen peinlichen fixen Ideen so genau darstellt […]. Alles von Tieck ist höchst aufregend für diejenigen, welche es eigentlich allein ganz verstehen können und bringt alle alten besiegten Flirren in Aufruhr.“
Tiecks vielfach widersprüchliche Natur kann nicht bloß aus dem Zwiespalt seiner Bildung erklärt werden, in welcher der Rationalismus des 18. Jahrhunderts und die mystische Romantik einander fortwährend bekämpften, sondern ist zumeist auch auf das Improvisatorische, vom Zufall Abhängende seiner Begabung zurückzuführen, das ihn selten zu reiner Ausgestaltung seiner geistreichen und lebendigen Entwürfe gelangen ließ. Sein Antisemitismus kommt in seiner vehementen Ablehnung der Emanzipation der Juden zum Ausdruck.

## Reminiszenz
Seit 1965 verleiht die Society of Authors den Schlegel-Tieck Prize für deutsch-englische Übersetzungen.
Am 2. April 1999 wurde der Asteroid (8056) Tieck nach ihm benannt.

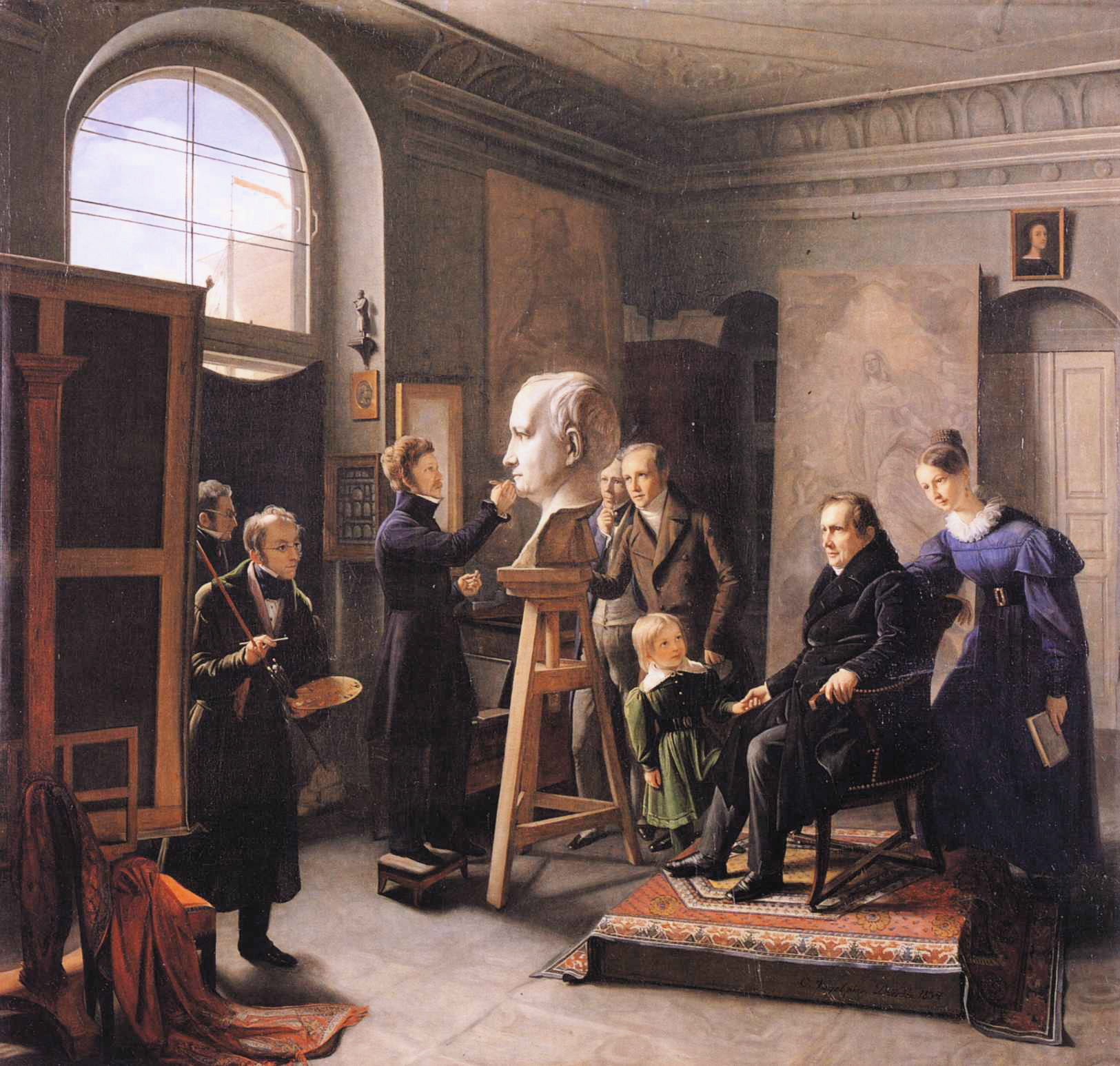
David d'Angers fertigt eine Tieck-Büste (Gemälde von Vogel von Vogelstein)
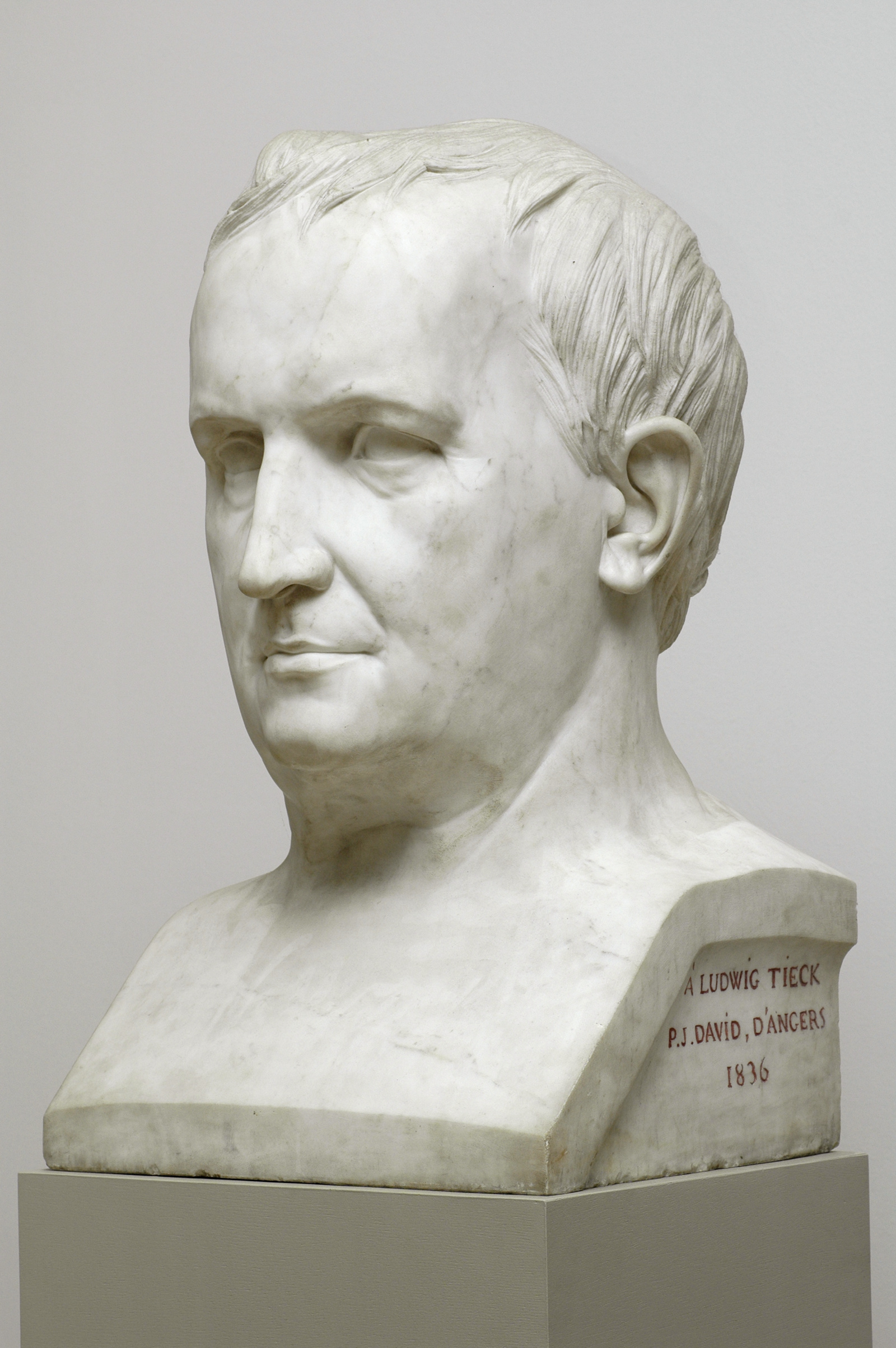
Tieck-Büste von David d'Angers
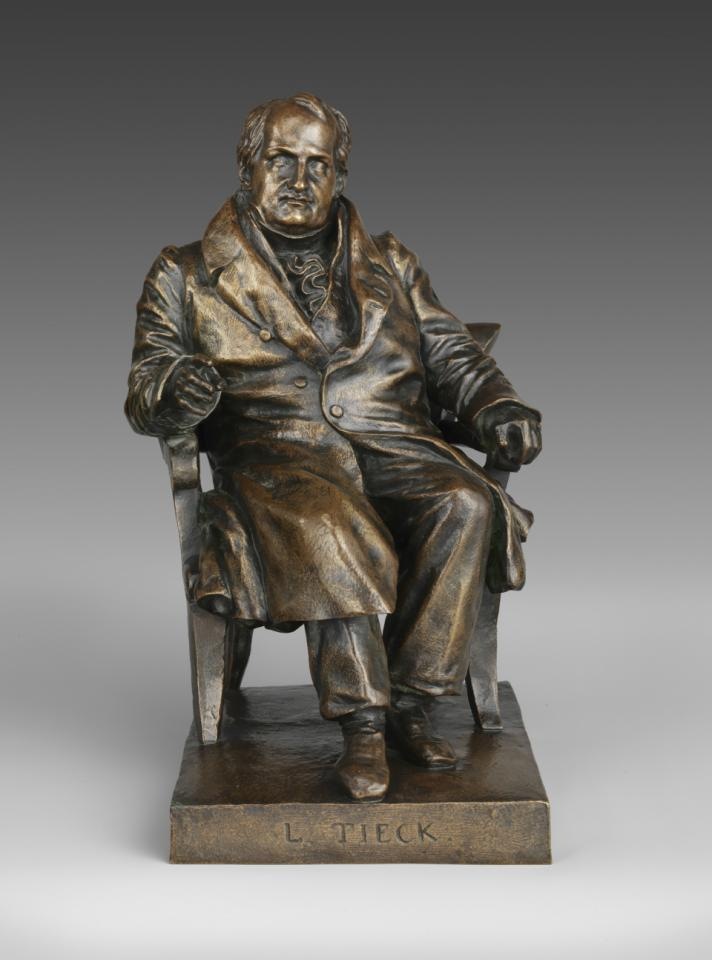
Skulptur von David d'Angers
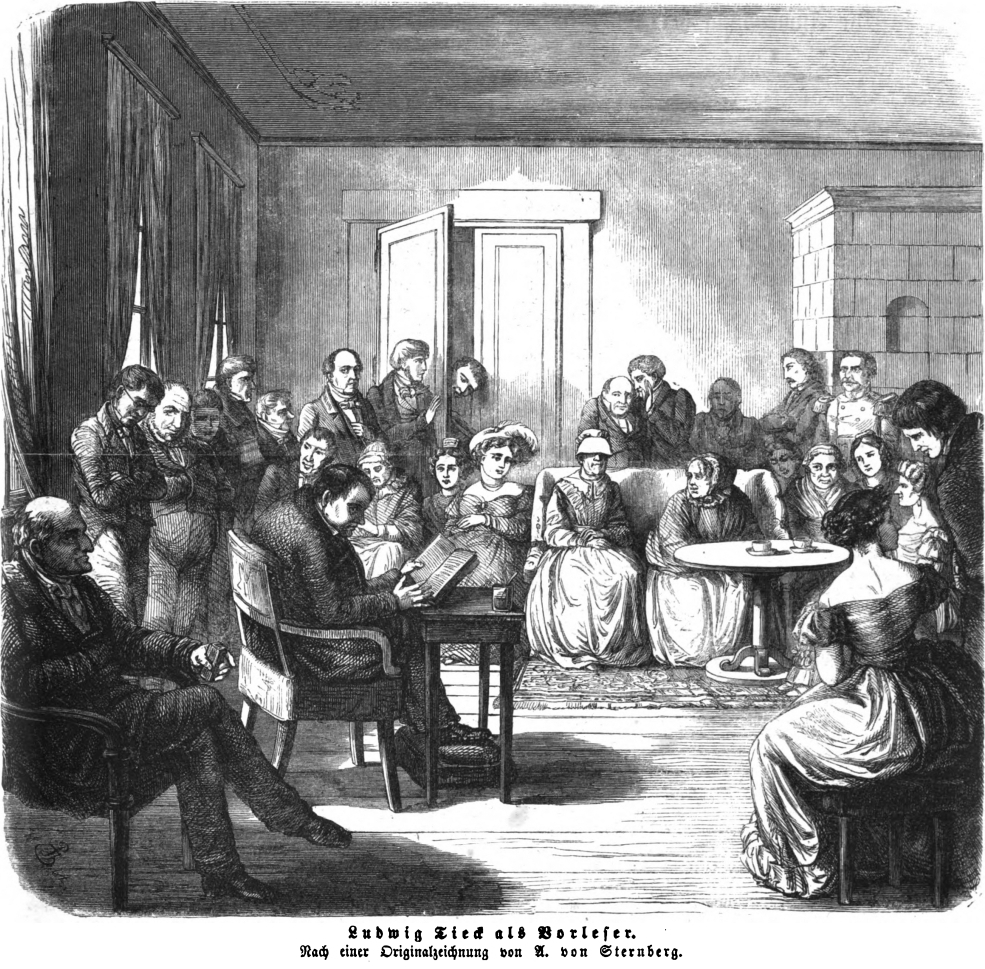
Tieck als Vorleser (Die Gartenlaube 1861)
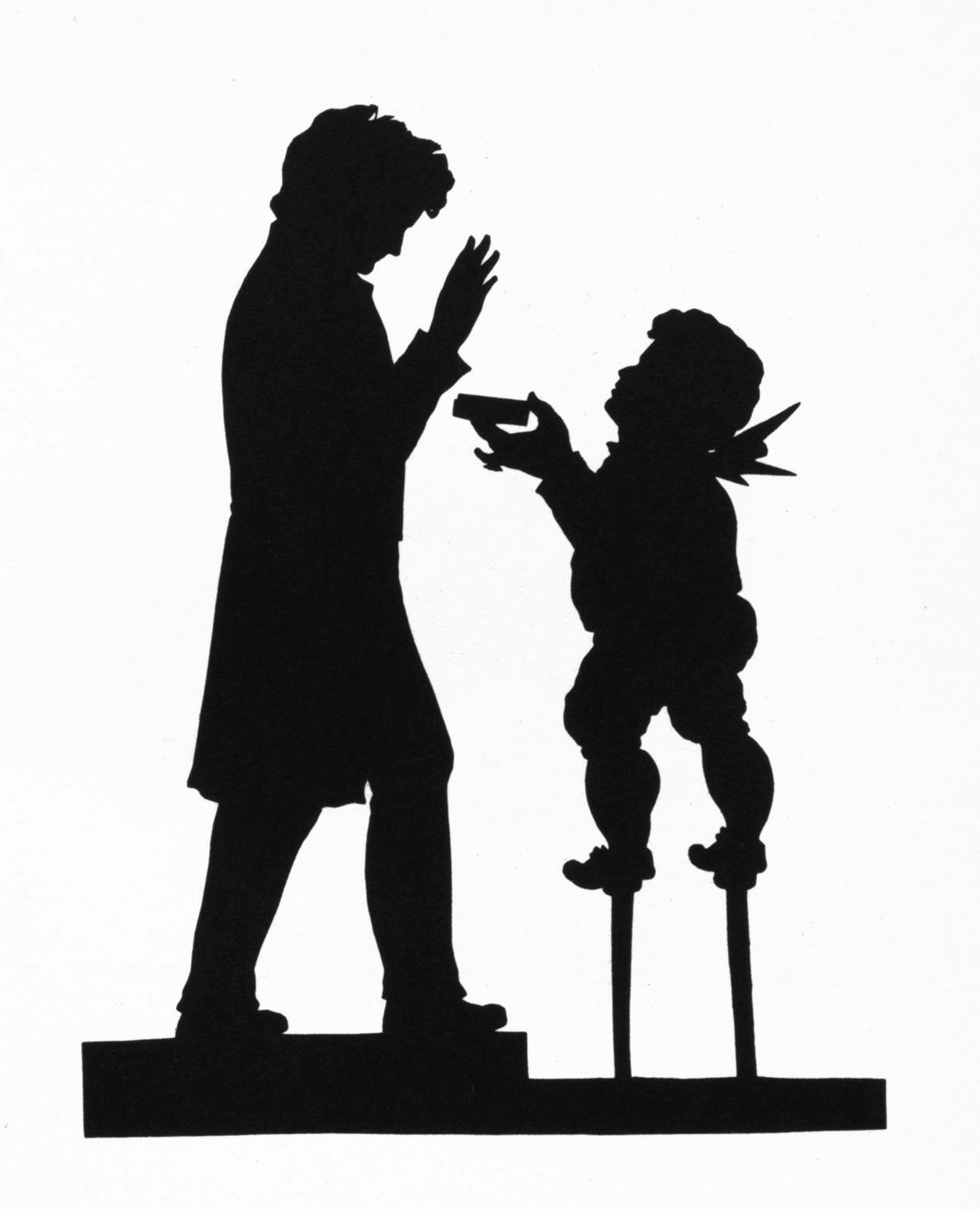
Tieck und Dannecker (Scherenschnitt von Duttenhofer[16])
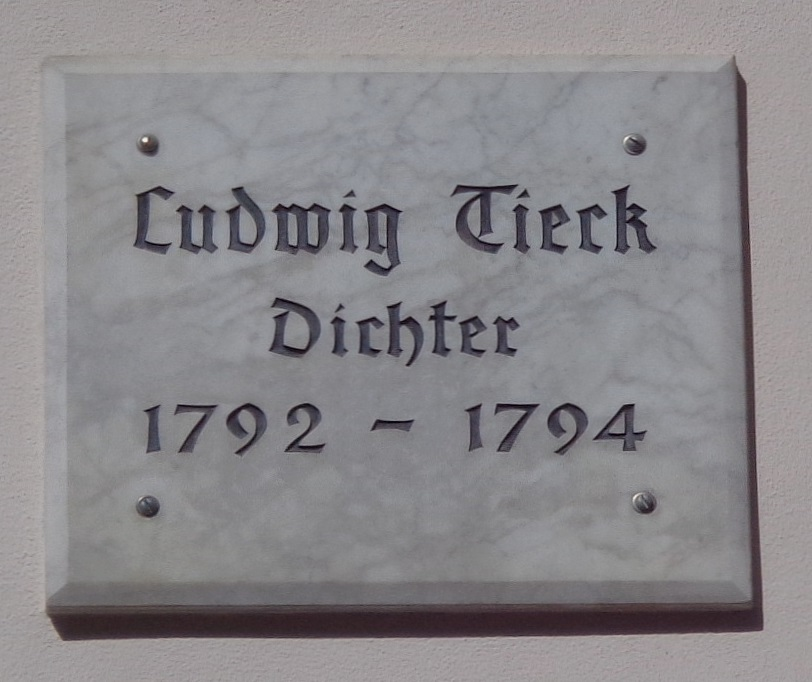
Göttinger Gedenktafel
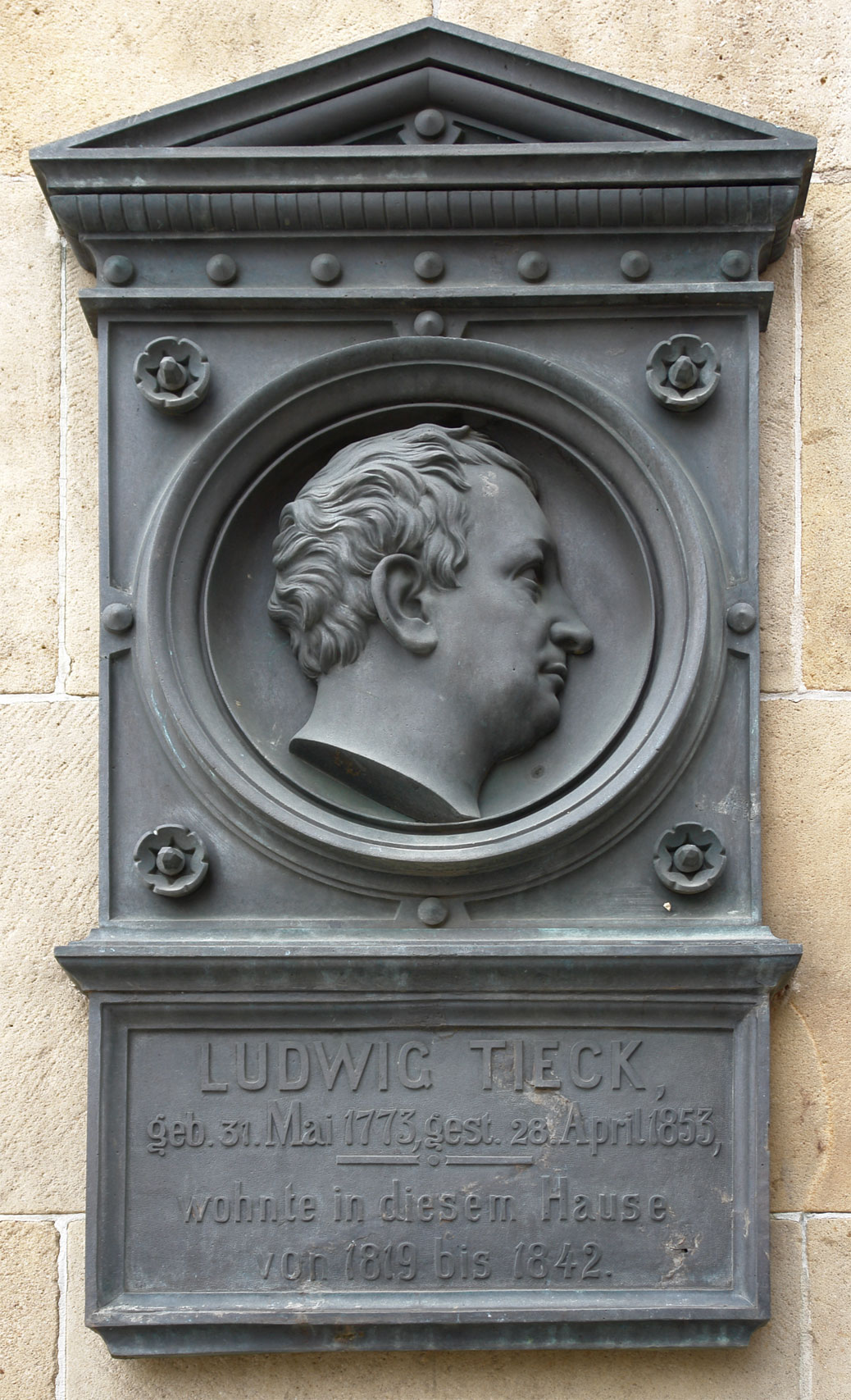
Gedenktafel in Dresden
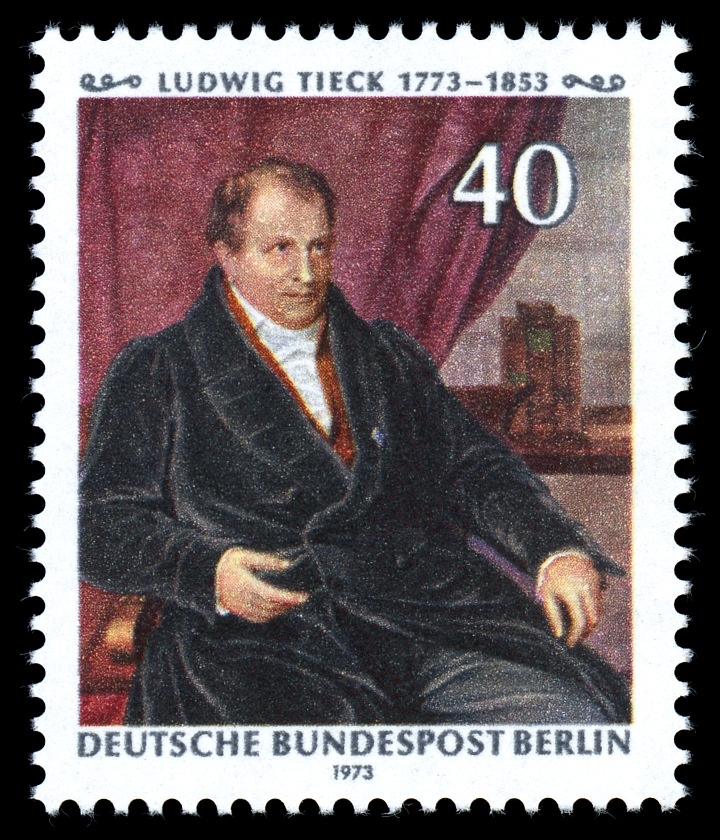
Briefmarke (1973) nach Vogel von Vogelstein

## Bibliographie

### Gesamtausgaben
Eine umfassende Werkausgabe, die wissenschaftlichen Ansprüchen genügen könnte, gibt es nicht. Zum Teil muss man auf die Einzelausgaben oder die von Tieck selbst besorgte Ausgabe der Schriften zurückgreifen.
- Schriften. 28 Bände. Berlin: Reimer, 1828–1854 (online in der „Arno-Schmidt-Referenzbibliothek“).
- Sämmtliche Werke. Zwei Bände in Quart. Paris (Tétot Frères), 1837 und 1841.
- Werke in vier Bänden. Nach dem Text der Schriften von 1828–1854, unter Berücksichtigung der Erstdrucke, hrsg. sowie mit Nachwort und Anmerkungen versehen von Marianne Thalmann. Vier Bände. Winkler, München 1963–1966.
- Schriften. In zwölf Bänden. Hrsg. von Hans P. Balmes, Manfred Frank [u. a.]. Frankfurt am Main: Deutscher Klassiker-Verlag, 1986 ff.
  - Band 1: Jugendwerke. Die Sommernacht. Schriften 1789–1793. Hrsg. von Achim Hölter, 1991 (= Bibliothek deutscher Klassiker, 64).
  - Band 6: Phantasus. 1985 (= Bibliothek deutscher Klassiker, 2).
  - Band 7: Gedichte, hrsgg. von Ruprecht Wimmer, 1995 (= Bibliothek deutscher Klassiker, 124).
  - Band 11: Der junge Tischlermeister. Die Vogelscheuche. Das Alte Buch. Eigensinn und Laune. Schriften 1834–1836. Hrsg. von Uwe Schweikert, 1988 (= Bibliothek deutscher Klassiker, 35).
  - Band 12: Vittoria Accorombona. Des Lebens Überfluss. Waldeinsamkeit. Schriften 1836–1852. Hrsg. von Uwe Schweikert, 1986 (= Bibliothek deutscher Klassiker, 13).

### Einzelwerke (Auswahl)
- Abdallah. Eine Erzählung. Berlin, Leipzig:  Nicolai, 1795
- Peter Lebrecht. Eine Geschichte ohne Abentheuerlichkeiten. Zwei Bände. Berlin, Leipzig: Nicolai, 1795–1796.
- Die beiden merkwürdigsten Tage aus Siegmunds Leben, 1796.
- William Lovell. Drei Bände. Berlin, Leipzig: Nicolai 1795–1796.
  - Band 1: 1795 (Digitalisat und Volltext im Deutschen Textarchiv).
  - Band 2: 1796 (Digitalisat und Volltext im Deutschen Textarchiv).
  - Band 3: 1796 (Digitalisat und Volltext im Deutschen Textarchiv).
- Wilhelm Heinrich Wackenroder und Ludwig Tieck: Herzensergießungen eines kunstliebenden Klosterbruders. Berlin: Unger, 1797 (Digitalisat und Volltext im Deutschen Textarchiv).
  - Als CD: Pfingstreise im Jahre 1793. Wilhelm Heinrich Wackenröder und Ludwig Tieck, vorgestellt von Michael Thumser, gesprochen von Hans-Jürgen Schatz. Zwei CD. Berlin: Auricula Verlag, 2010. ISBN 978-3-931961-06-0.
- Die sieben Weiber des Blaubart. Eine wahre Familiengeschichte. Hrsg. von Gottlieb Färber [d. i. Ludwig Tieck]. Istanbul: Murusi, 1212 [d. i. Berlin: Nicolai, 1797].
- Volksmärchen. Hrsg. von Peter Leberecht [d. i. Ludwig Tieck]. Drei Bände. Berlin: Nicolai, 1797 (enthält von Tieck Der gestiefelte Kater, Der blonde Eckbert und Ritter Blaubart).
- Liebesgeschichte der schönen Magelone und des Grafen Peter von Provence, 1797
- Franz Sternbalds Wanderungen. Eine altdeutsche Geschichte. Zwei Bände. Berlin: Unger, 1798.
  - Band 1 (Digitalisat und Volltext im Deutschen Textarchiv).
  - Band 2 (Digitalisat und Volltext im Deutschen Textarchiv).
- Die verkehrte Welt. Ein historisches Schauspiel in fünf Aufzügen. 1798.
- Romantische Dichtungen. Zwei Bände. Jena: Frommann, 1799–1800.
- Prinz Zerbino, oder die Reise nach dem guten Geschmack, gewissermassen eine Fortsetzung des gestiefelten Katers. Ein Spiel in sechs Aufzügen. Frommann, Jena 1799.
- Wilhelm Heinrich Wackenroder: Phantasien über die Kunst, für Freunde der Kunst. Hrsg. von Ludwig Tieck. Verlag Friedrich Perthes, Hamburg 1799.
- Poetisches Journal. Hrsg. von Ludwig Tieck. Jena: Frommann, 1799.
- Der Runenberg, 1804.
- Kaiser Octavianus. Ein Lustspiel in zwei Theilen. Frommann, Jena 1804.
- Liebeszauber, 1811.
- Phantasus. Eine Sammlung von Märchen, Erzählungen, Schauspielen und Novellen. Drei Bände. Berlin: Realschulbuchhandlung, 1812–1816.
  - Band 1: 1812 (Digitalisat und Volltext im Deutschen Textarchiv).
  - Band 2: 1812 (Digitalisat und Volltext im Deutschen Textarchiv).
  - Band 3: 1816 (Digitalisat und Volltext im Deutschen Textarchiv).
- Gedichte. Drei Bände. Dresden: Hilscher, 1821–1823.
- Die Gemälde. Novelle. 1822.
  - In: Deutscher Novellenschatz. Hrsg. von Paul Heyse und Hermann Kurz. Bd. 2. 2. Aufl. Berlin, [1910], S. 1–123. In: Weitin, Thomas (Hrsg.): Volldigitalisiertes Korpus. Der Deutsche Novellenschatz. Darmstadt/Konstanz, 2016 (Digitalisat und Volltext im Deutschen Textarchiv)
- Novellen. Sieben Bände. Dresden: Arnold; Berlin: Reimer; Breslau: Max, 1823–1828.
- Dramaturgische Blätter. Zwei Bände. Breslau: Max, 1826; Band 3: Leipzig: Brockhaus, 1852.
- Dichterleben. Erster Theil. Novelle, 1825.
- Der Aufruhr in den Cevennen. Eine Novelle in vier Abschnitten. Erster und zweiter Abschnitt. Berlin: Reimer 1826.
- Der Gelehrte. Novelle, 1827.
- Der Hexensabbat. Novelle, 1831.
- Gesammelte Novellen. Vermehrt und verbessert. 14 Bände. Breslau: Max, 1835–1842.
- Der junge Tischlermeister. Novelle in sieben Abschnitten. Zwei Bände. Berlin: Reimer, 1836.
- Des Lebens Überfluß. Novelle, 1839.
  - In: Deutscher Novellenschatz. Hrsg. von Paul Heyse und Hermann Kurz. Bd. 3. 2. Aufl. Berlin, [1910], S. 1–86. In: Weitin, Thomas (Hrsg.): Volldigitalisiertes Korpus. Der Deutsche Novellenschatz. Darmstadt/Konstanz, 2016 (Digitalisat und Volltext im Deutschen Textarchiv)
- Vittoria Accorombona. Ein Roman in fünf Büchern. Zwei Bände. Breslau: Max, 1840.
- Kritische Schriften. Vier Bände. Leipzig: Brockhaus 1848–1852 (Bd. 3–4 auch unter dem Titel: Dramaturgische Blätter. Zum ersten Mal vollständig gesammelt).
- Gesammelte Novellen. Vollständige auf's Neue durchgesehene Ausgabe. Zwölf Bände. Berlin: Reimer, 1852–1854 (identisch mit Schriften, Band 17–28).
- Nachgelassene Schriften. Auswahl und Nachlese. Hrsg. von Rudolf Köpke. Zwei Bände. Leipzig: Brockhaus 1855.
- Das Buch über Shakespeare. Handschriftliche Aufzeichnungen. Aus seinem Nachlass hrsg. von Henry Lüdeke. Halle: Niemeyer, 1920 (= Neudrucke deutscher Literaturwerke des 18. und 19. Jahrhunderts, 1).
- Kritisches über Shakespeare (Manuskript). Berlin, ca. 1849. Digitalisiert von Zentral- und Landesbibliothek Berlin, 2017 urn:nbn:de:kobv:109-1-12522492.

### Briefe (Auswahl)
Briefe von und an Tieck sind sehr zahlreich, jedoch oft unselbständig und nur schwer zugänglich publiziert worden.
- Briefe an Ludwig Tieck. Ausgewählt u. hrsg. von Karl von Holtei. Vier Bände. Breslau: Trewendt 1864.
- Letters of Ludwig Tieck. Hitherto unpublished. 1792–1853. Collected and edited by Edwin H. Zeydel, Percy Matenko and Robert Herndon Fife. New York: Modern Language Assoc. of America, 1937; Nachdruck: Millwood, N.Y.: Kraus Reprint Co., 1973.
- Ludwig Tieck und Ida von Lüttichau in ihren Briefen. Hrsg. von Otto Fiebiger. Dresden, 1937 (Mitteilungen des Vereins für Geschichte Dresdens, Heft 32).
- Letters to and from Ludwig Tieck and his circle. Unpublished letters from the period of German romanticism, including the unpublished correspondence of Sophie and Ludwig Tieck. Collected and edited by Percy Matenko, Edwin H. Zeydel, Bertha M. Masche. Chapel Hill: Univ. of North Carolina Press, [1967] (= Studies in the Germanic Languages & Literatures, No. 57). ISBN 0-8078-8057-4.
- Ludwig Tieck. Hrsg. von Uwe Schweikert. Drei Bände. München: Heimeran, 1971 (= Dichter über ihre Dichtungen. Band 9/I–III).
- Ludwig Tieck und die Brüder Schlegel. Briefe. Auf der Grundlage der von Henry Lüdeke besorgten Edition neu herausgegeben und kommentiert von Edgar Lohner. München: Winkler, 1972.

### Übersetzungen (Auswahl)
- Cervantes, Don Quixote. Vier Bände. Berlin 1799–1801; Neudruck 1852–53.
- Werke von Shakespeare, zusammen mit August Wilhelm Schlegel, Wolf von Baudissin und Tiecks Tochter Dorothea Tieck:
  - An der ersten Ausgabe (1797–1810) war Tieck noch nicht beteiligt.
  - Erste Auflage der Schlegel-Tieckschen Übersetzung in 9 Bänden 1825–1833.
  - Zweite Auflage 1839–1840.
  - Dritte Auflage 1843–1844.
- Altenglisches Theater. Zwei Bände. Berlin 1811.
- Ralf G. Päsler: Ludwig Tiecks 'Heldenbuch'. Texte und Materialien, Stuttgart 2018, ISBN 978-3-7776-2691-8 (die dem 'Heldenbuch zugrundeliegenden in einem Band zusammengetragenen Abschriften und Notate aus damals in Rom befindlichen Handschriften liegen heute im Stadtmuseum Berlin; Digitalisat: https://sammlung-online.stadtmuseum.de/Details/Index/250273).

### Herausgeber
- Poetisches Journal, Jena 1800 (mehr nicht erschienen), verlegt bei Friedrich Frommann.
- Minnelieder aus dem schwäbischen Zeitalter, neu bearbeitet und herausgegeben von Ludewig Tieck, mit Kupfern, Berlin 1803.
- Novalis
- Maler Müller
- Heinrich von Kleist
- Jakob Michael Reinhold Lenz: Lenz’ gesammelte Schriften, Berlin 1828.
- Karl Wilhelm Ferdinand Solger
- Franz Berthold (das ist Adelheid Reinbold)

## Forschungsliteratur (jeweils umgekehrt chronologisch)

### Bibliographien
- Claudia Stockinger, Ronald Weber: Tieck-Bibliographie. In: Claudia Stockinger, Stefan Scherer (Hrsg.): Ludwig Tieck: Leben – Werk – Wirkung. De Gruyter, Berlin/Boston 2011, ISBN 978-3-11-018383-2, e-ISBN 978-3-11-021747-6, S. 697–807 [nicht im ansonsten seitenidentischen broschierten Nachdruck 2016, ISBN 978-3-11-046214-2; aktualisierte Version (PDF-Datei, 1,33 MB)].

### Einführungen, Übersichten, Handbücher
- Claudia Stockinger, Stefan Scherer (Hrsg.): Ludwig Tieck: Leben – Werk – Wirkung. De Gruyter, Berlin u. a. 2011, ISBN 978-3-11-018383-2, e-ISBN 978-3-11-021747-6.
- Konrad Feilchenfeldt, Ursula Hudson, York-Gothart Mix, Nicholas Saul (Hrsg.): Zwischen Aufklärung und Romantik. Neue Perspektiven der Forschung. Königshausen & Neumann, Würzburg 2006 (= Publications of the Institute of Germanic Studies London. Band 89), ISBN 978-3-8260-3432-9.
- Roger Paulin: Ludwig Tieck. Metzler, Stuttgart 1987 (= Sammlung Metzler. Band 185), ISBN 3-476-10185-1.
- Wulf Segebrecht (Hrsg.): Ludwig Tieck. Wissenschaftliche Buchgesellschaft, Darmstadt 1976 (= Wege der Forschung. Band 386), ISBN 3-534-06131-4, [Einführung von W. Segebrecht, Aufsätze von Karl Rosenkranz (1838), Jakob Minor (1884), Hans Mörtl (1925), Hermann Grumbel (1929), Friedrich Gundolf (1929), Robert Minder (1937), Marianne Thalmann (1958), Joachim Müller (1958/59), Emil Staiger (1960), Paul Gerhard Klussmann (1964), Gerhard Kluge (1969), Heinz Schlaffer (1969); mit einem Register der behandelten Werke Ludwig Tiecks].
- Wilhelm Bernhardi: Tieck, Ludwig. In: Allgemeine Deutsche Biographie (ADB). Band 38, Duncker & Humblot, Leipzig 1894, S. 251–276.

### Biographisches
- Marek Zybura: Tieck, Johann Ludwig. In: Neue Deutsche Biographie (NDB). Band 26, Duncker & Humblot, Berlin 2016, ISBN 978-3-428-11207-4, S. 252–254 (Digitalisat).
- Armin Gebhardt: Ludwig Tieck. Leben und Gesamtwerk des „Königs der Romantik“. Tectum, Marburg 1998, ISBN 978-3-8288-9001-5.
- Thomas Ziegner: Ludwig Tieck. Proteus, Pumpgenie und Erzpoet. Leben und Werk. R.G. Fischer, Frankfurt am Main 1990. ISBN 3-89406-118-9.
- Klaus Rek: Das Dichterleben des Ludwig Tieck. Biographie. Unabhängige Verlagsbuchhandlung Ackerstraße, Berlin 1991, ISBN 3-86172-018-3.
- Roger Paulin: Ludwig Tieck. Eine literarische Biographie. Beck, München 1988, ISBN 3-406-33199-8.
- Klaus Günzel: König der Romantik. Das Leben des Dichters Ludwig Tieck in Briefen, Selbstzeugnissen und Berichten. Berlin: Verlag der Nation 1981, ISBN 3-8052-0344-6.
- Rudolf Köpke: Ludwig Tieck: Erinnerungen aus dem Leben des Dichters nach dessen mündlichen und schriftlichen Mitteilungen. 2 Bände, Leipzig 1855 (Nachdruck 1970). (Digitalisat Band 1, Band 2)
- Michael Kohlhäufl: Ludwig Tieck. In: Biographisch-Bibliographisches Kirchenlexikon (BBKL). Band 19, Bautz, Nordhausen 2001, ISBN 3-88309-089-1, Sp. 1376–1382 (Artikel/Artikelanfang im Internet-Archive).

### Studien zu speziellen Themen
- Norman Kasper: Ahnung als Gegenwart. Die Entdeckung der reinen Sichtbarkeit in Ludwig Tiecks frühen Romanen, Paderborn: Fink 2014, ISBN 978-3-7705-5556-7
- Cord-Friedrich Berghahn: Das Wagnis der Autonomie. Studien zu Karl Philipp Moritz, Wilhelm von Humboldt, Heinrich Gentz, Friedrich Gilly und Ludwig Tieck, (= Germanisch-romanische Monatsschrift: Beiheft 47) Heidelberg: Winter 2012, ISBN 978-3-8253-5988-1
- York-Gothart Mix: ‚Lucri bonus odor’ oder wie aufgeklärt ist Friedrich Nicolai? Konstituenten kultureller Selbst- und Fremdwahrnehmung in den Reiseberichten über Franken von Fr. Nicolai, W. Wackenroder und L. Tieck. In: Rainer Falk, Alexander Košenina (Hrsg.): Friedrich Nicolai und die Berliner Aufklärung, Wehrhahn Verlag, Hannover 2008, ISBN 978-3-86525-081-0, S. 339–358.
- Christian Krepold: Das Walther-Bild der Romantiker zwischen „Universalpoesie“ und Konfessionalismus. Zu Tieck, Uhland und Eichendorffs „Geschichte der poetischen Literatur Deutschlands“, In: Thomas Bein (Hrsg.): Der mittelalterliche und der neuzeitliche Walther. Beiträge zu Motivik, Poetik, Überlieferungsgeschichte und Rezeption. Frankfurt am Main u. a. 2007 (= Walther-Studien 5), S. 47–67.
- York-Gothart Mix: Kunstreligion und Geld. Ludwig Tieck, die Brüder Schlegel und die Konkurrenz auf dem literarischen Markt um 1800. In: ‚lasst uns, da es uns vergönnt ist, vernünftig seyn!‚ Ludwig Tieck (1773–1853), hrsg. von Institut für deutsche Literatur der Humboldt-Universität zu Berlin unter Mitarbeit von Heidrun Markert, Peter Lang, Berlin u. a. 2004, ISBN 978-3-03910-419-2, S. 241–258.
- Stefan Scherer: Witzige Spielgemälde. Tieck und das Drama der Romantik, Berlin/New York: de Gruyter 2003, ISBN 3-11-017774-9 (= Quellen und Forschungen zur Literatur- und Kulturgeschichte, 26).
- Achim Hölter: Frühe Romantik – frühe Komparatistik. Gesammelte Aufsätze zu Ludwig Tieck, Frankfurt am Main u. a.: Lang 2001, ISBN 3-631-37100-4 (= Helicon; 27).
- Lutz Hagestedt: Ähnlichkeit und Differenz. Aspekte der Realitätskonzeption in Ludwig Tiecks späten Romanen und Novellen, München: Belleville 1997, ISBN 978-3-923646-66-1
- Christine Harte: Ludwig Tiecks historische Romane. Untersuchungen zur Entwicklung seiner Erzählkunst, Bern u. a.: Lang, 1997, ISBN 3-906759-13-X
- Franz-Josef Deiters: "der Vorhang fällt endlich zum letzten Mal, die Zuschauer gehen nach Hause". Literarisches Posttheater: Ludwig Tiecks "Der gestiefelte Kater" und "Die verkehrte Welt". In: Ders.: Die Entweltlichung der Bühne. Zur Mediologie des Theaters der klassischen Episteme. Berlin: Erich Schmidt Verlag, 2015, ISBN 978-3-503-16517-9, S. 139–171.
- Mara Nottelmann-Feil: Ludwig Tiecks Rezeption der Antike. Literarische Kritik und Reflexion griechischer und römischer Dichtung im theoretischen und poetischen Werk Tiecks, Frankfurt am Main u. a.: Lang, 1996, ISBN 3-631-49971-X (= Mikrokosmos; 43).
- Wolfgang Rath: Ludwig Tieck. Das vergessene Genie. Studien zu seinem Erzählwerk, Paderborn u. a.: Schöningh, 1996. ISBN 3-506-77021-7
- Burkhard Pöschel: „Im Mittelpunkt der wunderbarsten Ereignisse“. Versuche über die literarische Auseinandersetzung mit der gesellschaftlichen Moderne im erzählerischen Spätwerk Ludwig Tiecks, Bielefeld : Aisthesis-Verl., 1994, ISBN 3-925670-99-8
- Marek Zybura: Ludwig Tieck als Übersetzer und Herausgeber. Zur frühromantischen Idee einer „deutschen Weltliteratur“, Heidelberg: Winter 1994, ISBN 3-8253-0189-3 (= Beiträge zur neueren Literaturgeschichte; F. 3, Band 131).
- Christoph Brecht: Die gefährliche Rede. Sprachreflexion und Erzählstruktur in der Prosa Ludwig Tiecks, Tübingen: Niemeyer 1993.
- Michael Hiltscher: Shakespeares Text in Deutschland: Textkritik und Kanonfrage von den Anfängen bis zur Mitte des 19. Jahrhunderts, Frankfurt am Main: Peter Lang 1993, ISBN 3-631-46363-4 (= Münsteraner Monographien zur englischen Literatur, Band 12).
- Horst Preisler: Gesellige Kritik. Ludwig Tiecks kritische, essayistische und literarhistorische Schriften, Stuttgart: Heinz, 1992, ISBN 3-88099-265-7 (= Stuttgarter Arbeiten zur Germanistik; 261).
- Gerburg Garmann: Die Traumlandschaften Ludwig Tiecks. Traumreise und Individuationsprozess aus romantischer Perspektive, Opladen: Westdeutscher Verlag 1989, ISBN 3-531-12041-7
- Dwight A. Klett: Tieck-Rezeption. Das Bild Ludwig Tiecks in der deutschen Literaturgeschichten des 19. Jahrhunderts, Heidelberg: Winter 1989, ISBN 3-533-03957-9 (= Beiträge zur neueren Literaturgeschichte; F. 3, Band 79).
- Peter Wesollek: Ludwig Tieck oder der Weltumsegler seines Innern. Anmerkungen zur Thematik des Wunderbaren in Tiecks Erzählwerk, Wiesbaden: Steiner 1984, ISBN 3-515-03996-1
- Ingrid Kreuzer: Märchenform und individuelle Geschichte. Zu Text- und Handlungsstrukturen in Werken Ludwig Tiecks zwischen 1790 und 1811, Göttingen: Vandenhoeck & Ruprecht 1983, ISBN 3-525-20756-5
- Gisela Brinker-Gabler: Poetisch-wissenschaftliche Mittelalter-Rezeption. Ludwig Tiecks Erneuerung altdeutscher Literatur, Stuttgart: Kümmerle 1980, ISBN 3-87452-491-4 (= Göppinger Arbeiten zur Germanistik; 309).
- Ernst Ribbat: Ludwig Tieck. Studien zur Konzeption und Praxis romantischer Poesie, Kronberg/Taunus: Athenäum 1978, ISBN 3-7610-8002-6
- Johannes P. Kern: Ludwig Tieck. Dichter einer Krise, Heidelberg: Stiehm 1977, ISBN 3-7988-0517-2 (= Poesie und Wissenschaft; 18).
- Rosemarie Hellge: Motive und Motivstrukturen bei Ludwig Tieck, Göppingen: Kümmerle 1974, ISBN 3-87452-238-5 (= Göppinger Arbeiten zur Germanistik; 123).
- Armin Giese: Die Phantasie bei Ludwig Tieck, ihre Bedeutung für den Menschen und sein Werk, Dissertation, Universität Hamburg, 1973, 393 Seiten, OCLC-Nr.: 822750 d-nb.info
- Ralf Stamm: Ludwig Tiecks späte Novellen. Grundlage und Technik des Wunderbaren, Stuttgart u. a.: Kohlhammer 1973, ISBN 3-17-001115-4 (= Studien zur Poetik und Geschichte der Literatur; 31).
- Manfred Frank: Das Problem „Zeit“ in der deutschen Romantik. Zeitbewußtsein und Bewußtsein von Zeitlichkeit in der frühromantischen Philosophie und in Tiecks Dichtung, München: Winkler 1972, ISBN 3-538-07804-1
- Christian Gneuß: Der späte Tieck als Zeitkritiker, Düsseldorf: Bertelsmann, ISBN 3-571-09293-7 (= Literatur in der Gesellschaft; 4).
- Käthe Brodnitz: Die vier Märchenkomödien von Ludwig Tieck (Philosophische Dissertation München 1912), Junge und Sohn, Erlangen 1912. Verändert wiederveröffentlicht als Der junge Tieck und seine Märchenkomödien, Walhalla-Verlag 1912.
- Fritz Brüggemann: Die Ironie als entwicklungsgeschichtliches Moment. Ein Beitrag zur Vorgeschichte der deutschen Romantik, Jena: 1909 (Reprografischer Nachdruck: Darmstadt : Wissenschaftliche Buchgesellschaft 1976, ISBN 3-534-06413-5).
- Nikolaus Delius: Die Tieck’sche Shakespearekritik, Bonn: König 1846, Nachdruck: Hildesheim u. a.: Olms 1981. ISBN 3-487-07043-X

## Sonstiges
- Adolf Sydow: Worte am Sarge Ludwig Tieck's Leichenpredigt von Pastor Sydow